# Midden-Kalarlaagte
De Midden-Kalarlaagte (Russisch: Среднекаларская впадина; Srednekalarskaja vpadina) is een vlakte (depressie) in het noordelijke deel van de Russische kraj Transbaikal.

## Geografie
De Midden-Kalarlaagte ligt rond de middenloop van de Kalarrivier, tussen het Kalargebergte in het noordwesten en de bergketen Jankan in het zuidoosten. Daartussen strekt de depressie zich uit over een lengte van 40 kilometer (bij een breedte van maximaal 5 kilometer) vanaf de monding van de Kaptsjanrivier in het zuidwesten tot aan de monding van de Biramijan (beide zijn zijrivieren van de Kalar). De vlakte ligt op een hoogte van 720 tot 790 meter.

## Geologie
De laagte bestaat uit sedimentaire (met bruin- en steenkool) en basaltoïde formaties uit het Boven-Jura met daarboven dunne Cenozoïsche continentale afzettingen. De depressie ontstond tijdens het Boven-Jura met verdere vorming vanaf het Neogeen tot heden.
De hellingen van de omliggende bergruggen lopen vrij steil omhoog. Het landschap bestaat vooral uit (plaatselijk moerassige) open bossen en mades en bergtaiga langs de berghellingen.